# 209省道 (浙江省)
209省道，又称奉化—庆元公路，是浙江省的一条省道，起点位于宁波市奉化区江口街道，途经溪口镇、新昌县沙溪镇、沃洲镇（原新林乡）、城南乡、回山镇、磐安县尖山镇、尚湖镇、窈川乡、新渥街道（原深泽乡）、冷水镇、缙云县壶镇镇、东方镇、新建镇、丽水市莲都区老竹畲族镇、丽新畲族乡、松阳县板桥畲族乡、象溪镇、水南街道、玉岩镇、枫坪乡、龙泉市道太乡、鿎石街道、龙南乡、庆元县百山祖镇、五大堡乡、举水乡，终点位于庆元县龙溪乡，全长500公里，原为龙岗—苦竹岭公路，原编号18，起点位于杭州市临安区龙岗镇，终点位于岛石镇苦竹岭（浙皖界），全长44.36公里:128。